# عبدالله المطروشی
عبدالله سعید سالم المطروشی (انگلیسی: Abdullah Saeed Salem Al-Matroushi؛ زادهٔ ۱۸ ژوئیهٔ ۱۹۹۳) یک بازیکن فوتبال است.